# The Underachievers
The Underachievers je američki hip-hop sastav kojeg su osnovali reperi Issa Gold i AK. Sastav je osnovan 2011. godine u New York Cityju, New Yorku, točnije u Brooklynu. Trenutno imaju potpisan ugovor s diskografskom kućom Brainfeeder. Glazbenu karijeru započeli su 2011. godine kada su objavili pjesme "Inner Soul Music" i "The Revolution". Sljedeću godinu su nastavili objavljivati nove pjesme, koje su prethodile objavljivanju prvog miksanog albuma Indigoism u veljači 2013. godine. U kolovozu iste godine objavili su drugi miksani album pod nazivom The Lords of Flatbush. Godine 2014. oba člana sastava objavljuju svoje samostalne projekte. Issa Gold objavljuje Conversations With a Butterfly, a AK Blessings In the Gray. Iste godine u kolovozu sastav objavljuje prvi studijski album Cellar Door: Terminus Ut Exordium kojeg su kritičari ocijenili vrlo pozitivno.

## Diskografija

### Studijski albumi
| Naziv                             | Detalji o albumu                                                                                    |
| --------------------------------- | --------------------------------------------------------------------------------------------------- |
| Cellar Door: Terminus Ut Exordium | - Objavljeno: 12. kolovoza 2014. - Diskografska kuća: Brainfeeder - Formati: CD, digitalni download |

### Miksani albumi
| Naziv                 | Detalji o albumu                                                                                |
| --------------------- | ----------------------------------------------------------------------------------------------- |
| Indigoism             | - Objavljeno: 1. veljače 2013. - Diskografska kuća: Brainfeeder - Formati: digitalni download   |
| The Lords of Flatbush | - Objavljeno: 29. kolovoza 2013. - Diskografska kuća: Brainfeeder - Formati: digitalni download |

## Vanjske poveznice
- Službena stranica  Arhivirana inačica izvorne stranice od 12. kolovoza 2014. (Wayback Machine)
- The Underachievers na Twitteru